# Igor Matovič
Igor Matovič (ur. 11 maja 1973 w Trnawie) – słowacki polityk i przedsiębiorca, poseł do Rady Narodowej, w latach 2020–2021 premier Słowacji, od 2021 do 2022 wicepremier i minister finansów.

## Życiorys
W latach 1993–1998 studiował zarządzanie finansami na wydziale zarządzania Uniwersytetu Komeńskiego w Bratysławie, po czym pracował jako prywatny przedsiębiorca. Od 2002 był prezesem regionPRESS, przedsiębiorstwa wydającego czasopisma regionalne. W wyborach w 2010 uzyskał mandat posła do Rady Narodowej z ostatniego miejsca listy formacji Wolność i Solidarność jako przedstawiciel ruchu obywatelskiego Zwyczajni Ludzie. Po przekształceniu w 2011 tego ugrupowania w partię polityczną został jej przewodniczącym. Kierował w kolejnych latach tą formacją, przyjmującą różne nazwy (od 2023 działającą jako partia Słowacja).
W 2012, 2016, 2020 i 2023 wybierany na kolejne kadencje parlamentu, kandydując tradycyjnie z ostatniego miejsca listy wyborczej.
W wyborach do Rady Narodowej w 2020 kierowani przez niego Zwyczajni Ludzie zajęli pierwsze miejsce z wynikiem 25% głosów. W następstwie zwycięstwa jego ugrupowania 4 marca 2020 prezydent Zuzana Čaputová desygnowała go na stanowisko premiera Słowacji. Wkrótce jego partia podpisała porozumienie koalicyjne z ugrupowaniami Jesteśmy Rodziną, Wolność i Solidarność oraz Za ľudí. 21 marca 2020 został zaprzysiężony na urząd premiera wraz z pozostałymi członkami swojego rządu.
W marcu 2021 doszło do kryzysu koalicyjnego w związku z decyzją o zakupie rosyjskiej szczepionki przeciwko COVID-19 o nazwie Sputnik V. W jego trakcie sześciu członków rządu (w tym wszyscy przedstawiciele Wolności i Solidarności) podało się do dymisji. Do złożenia rezygnacji wezwała premiera m.in. prezydent Zuzana Čaputová. Ostatecznie 28 marca Igor Matovič zapowiedział swoją dymisję, deklarując poparcie dla Eduarda Hegera jako nowego premiera. Zakończył urzędowanie 1 kwietnia 2021, gdy zaprzysiężono członków rządu Eduarda Hegera. W gabinecie tym Igor Matovič został wicepremierem oraz ministrem finansów. Funkcje te pełnił do grudnia 2022, ustąpił z nich w trakcie kryzysu politycznego.
Kandydował w wyborach prezydenckich w 2024. Otrzymał w nich 2,2% głosów, zajmując piąte miejsce.